# Rattus blangorum
Rattus blangorum és una espècie de mamífer rosegador de la família dels múrids. És endèmica del nord de Sumatra (Indonèsia), on viu a altituds d'aproximadament 1.100 msnm. Els seus hàbitats naturals són els boscos i herbassars situats a gran altitud. Es desconeix si hi ha cap amenaça significativa per a la supervivència d'aquesta espècie. El seu nom específic, blangorum, significa ‘de Blangnanga’ en llatí.